# Rhynchanthus
Genre
Classification APG III (2009)
Rhynchanthus est un genre de plantes de la famille des Zingiberaceae originaire de Chine (pour une espèce), Indonésie, Birmanie et Papouasie-Nouvelle-Guinée.

## Liste d'espèces
Selon World Checklist of Selected Plant Families (WCSP) (21 juil. 2010) :
- Rhynchanthus beesianus W.W.Sm. (1918)
- Rhynchanthus bluthianus Wittm. (1899)
- Rhynchanthus johnianus Schltr. (1907)
- Rhynchanthus longiflorus Hook.f. (1886)

Selon NCBI (21 juil. 2010) :
- Rhynchanthus beesianus

## Espèces aux noms synonymes, obsolètes et leurs taxons de référence
Selon World Checklist of Selected Plant Families (WCSP) (12 oct. 2011) :
- Rhynchanthus papuanus Gilli, (1980 publ. 1983) = Alpinia acuminata R.M.Sm., (1990).
- Rhynchanthus radicalis Valeton, (1921) = Geocharis radicalis (Valeton) B.L.Burtt & R.M.Sm., (1972).
- Rhynchanthus wiesemannianus Loes. & Schlechter, (1921) = Unplaced Name